# Rudolf Hurni

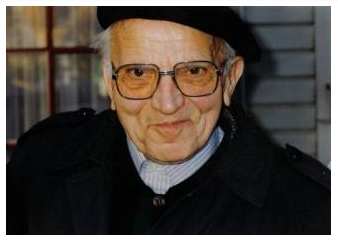
Rudolf Hurni Ende der 1990er Jahre

Rudolf Hurni (* 20. September 1914 in Studen; † 2. April 2003 in Bern) war ein Schweizer Maler.

## Leben
Geboren in Studen war er der Zweitjüngste von elf Geschwistern. Während seine Grosseltern noch einen bäuerlichen Hintergrund hatten, arbeitete sein Vater als Konstruktionszeichner in einer auf Brückenbau spezialisierten Firma, bei den «Alpha-Werken» in Nidau. Seine Mutter verstarb in seinem vierten Lebensjahr. Rudolf Hurni ist der Grossonkel von Lorenz Hurni.
Gegen den Willen seines Vaters begann Hurni nach der Schule in Biel eine Lehre als Schriftenmaler. Da sein Lehrmeister das Geschäft altersbedingt aufgab, beendigte er das dritte Lehrjahr in Bern. Nach dem Lehrabschluss arbeitete er weiterhin in Bern als Grafiker und Schriftenmaler, wobei er meistens Schaufenster- und Fahrzeugbeschriftungen ausführte. Nebenbei beschäftigte er sich auch mit dem Bau von Messeständen.
Hurni zog im Laufe des Jahres 1934 nach Brüssel, wo er Kurse an der Kunstgewerbeschule besuchte. Nach acht Monaten brach er Aufenthalt und Weiterbildung in Brüssel ab und kehrte in die Schweiz zurück. Er arbeitete fortan in Bern wieder als Schriftenmaler und Grafiker. In dieser Zeit schuf Hurni eine Fassadenmalerei, welche einen überlebensgrossen, stehenden Bären mit Firmenwappen und Hellebarde darstellte.
Um selbstständig zu bleiben, vermied er Festanstellungen und sparte jeden Franken, um sich in Berlin und Paris weiterbilden zu können. So oft wie möglich reiste er in diese Städte, um dort zu zeichnen und zu malen.
1939 arbeitete Hurni erstmals in Zürich. An der damaligen Landesausstellung führte er gestalterische Arbeiten aus und begegnete dabei auch den besten Schweizer Gestaltern der damaligen Zeit.
Während des Zweiten Weltkriegs wurde Hurni in den militärischen Hilfsdienst eingezogen. Sein Arbeitsplatz war im Magazin der Flugzeugkonstruktionswerke des Waffenplatzes Thun.
Nach Ende des Kriegsdienstes 1945 eröffnete er in Aarau ein Grafikatelier und betätigte sich überregional als Grafiker und Schriftenmaler. Nebenberuflich begann er wieder zu malen. Im November 1951 verlegte er den Wohnsitz nach Zürich. Schrittweise wechselte er zum freischaffenden Maler in einem Atelier an der Hofstrasse. Mit den Einnahmen finanzierte er sich wieder Studienreisen nach Paris und Berlin. Es entstanden die ersten Stillleben in Öl auf Leinwand oder Hartfaserplatten. 1955 wurde Hurni Mitglied der GSMBA Zürich.
1961 bezog Hurni neue Atelierräumlichkeiten an der Hofstrasse und besetzte in der Kunstkammer Strauhof seine erste Einzelausstellung mit knapp 50 Werken.
Nach Aufenthalten in Paris und Südfrankreich entstanden Stillleben, Atelierinterieurs, Städte- und Hafenbilder. 1969 nahm er am Salon de l’art libre der Société Nationale des Beaux Arts im Musée d’art moderne de la Ville de Paris teil und wurde mit einer Silbermedaille ausgezeichnet.

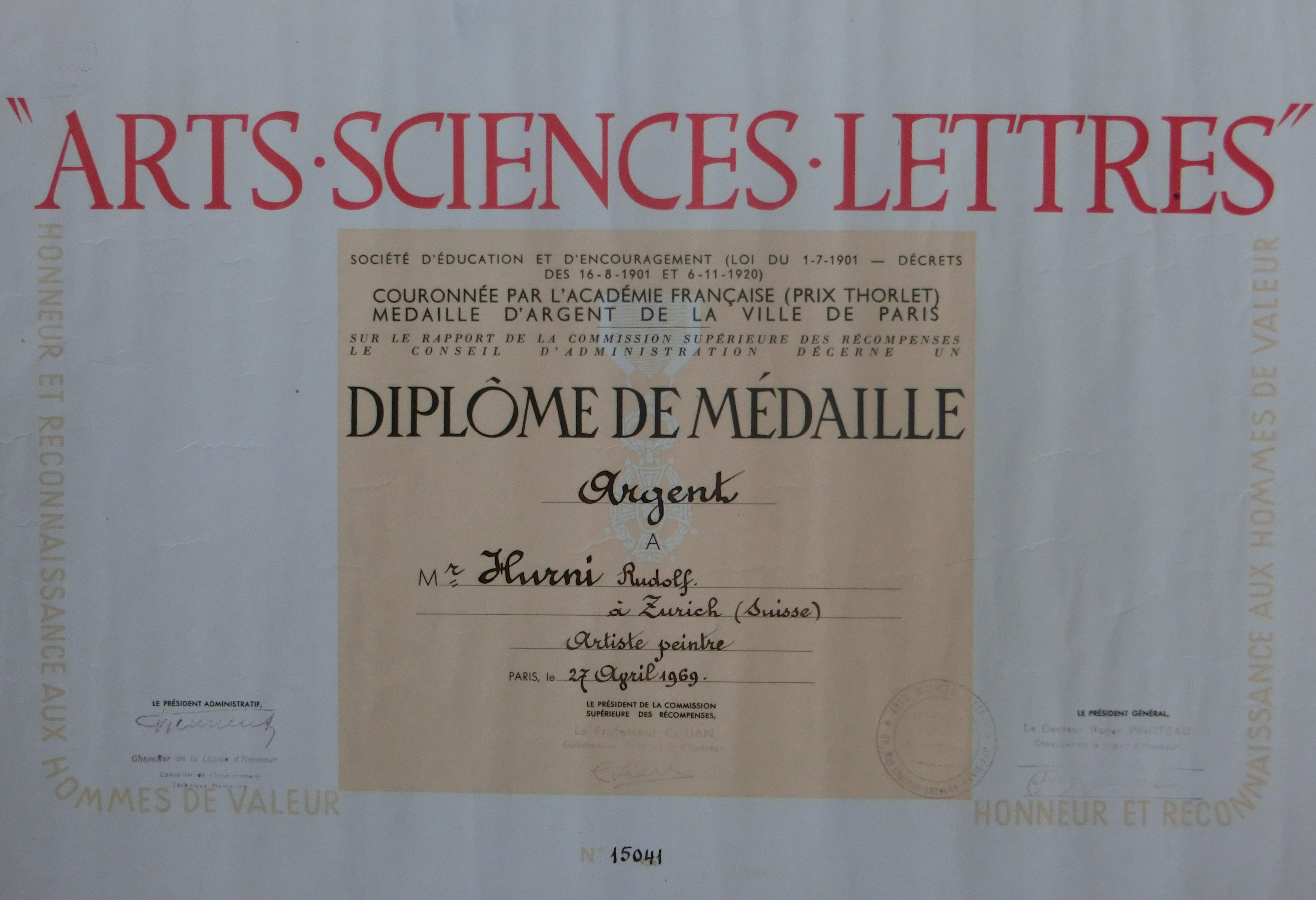
Diplom, betreffend die Überreichung einer Silbermedaille an Rudolf Hurni, am 27. April 1969 in Paris

Kunstförderbeiträge des Kantons Zürich (1962, 1964 und 1966) ermöglichten Hurni mehrere Reisen in die Toscana (Florenz, Siena, Assisi, Arezzo), unter anderen mit dem Künstlerfreund Willi Hartung. Unter dem nachhaltigen Eindruck von Giotto und den italienischen Primitiven entstanden stark vereinfachte und verinnerlichte Frauenbildnisse. Giorgio Morandi löste einen weiteren schöpferischen Schub aus. Hurni konzentrierte sich auf Früchtestillleben und (seltener) auf Frauenfiguren nunmehr in pastöser Öltechnik, deutlich abstrahiert, mit reicher Farbigkeit, als Form-Farb-Gefüge gemalt. Im Alter von 68 Jahren vollendete er das letzte figurative Bild.
Eine schwere Erkrankung zwang ihn, kürzerzutreten. Als er sich in einem Sanatorium in Heiden von einer Operation erholen sollte, reiste er heimlich nach St. Gallen und besorgte sich dort Malutensilien. Mit seinen neuen Farbkompositionen wechselte er in das Lager der Konstruktivisten. Es entstanden Farbflächen als «konkrete» Bildgegenstände in geometrischen Bildstrukturen. Seine Staffelei trat in den Hintergrund. Zur Bearbeitung der konstruktiven Quadrate und Rechtecke brauchte es größere Tischflächen. Speziell angefertigte Träger dienten als Basis zur Erschaffung seiner Dreikantstelen.
Mit diesen Arbeiten reihte sich Hurni bei den «Zürcher Konkreten» ein. 1988 beteiligte er sich als Mitglied an der Gründung der Zürcher «Gruppe X», einer Vereinigung von Konstruktivisten. Viele Ausstellungen präsentierten konstruktive Kunstwerke von Rudolf Hurni. Es entstanden auch konstruktive Serigraphien in Auflagen von 25 bis 50 handsignierten Exemplaren. Mit den konstruktiven Werken zog Hurni die Aufmerksamkeit einiger Industrieller auf sich. So wurde er von Camille Bloch evaluiert, für die Künstlerserie eine «Ragusa»-Packung zu gestalten. Konkrete Werke von Hurni zierten Weinetiketten und Buchumschläge.
Nach einer Herzinfarkt gab er das Atelier in Zürich auf und zog endgültig zurück nach Bern. In unmittelbarer Nähe seines neuen Domizils wurden ein Atelier und eine kleine persönliche Galerie eingerichtet. Mit anhaltender Schaffenskraft entstanden dort, variantenreich, seine letzten konstruktiven Werke.
Nach seinem Tod 2003 blieben Galerie und Atelier noch einige Zeit bestehen. Nach Änderungen der Mietverhältnisse mussten die Räume im März 2017 geräumt werden.

## Ausstellungen
Von 1961 bis 2012 fanden 47 Ausstellungen mit Werken von Rudolf Hurni statt, unter anderem:
- 1961: In der städtischen Galerie Strauhof in Zürich. (Die erste Ausstellung Hurnis’ Stillleben)
- 1965: Zusammen mit 9 Zürcher Künstlerinnen und 17 Zürcher Künstlern, im Kirchgemeindehaus, Zürich-Hottingen.
- 1965: Salon de l’art libre, Palais des beaux-arts de la ville de Paris
- 1966: An einer internationalen Stillleben-Ausstellung im Künstlerhaus Bregenz.
- 1967: Galerie im Weissen Haus, Winterthur
- 1975: 25. Oktober bis 14. November, Galerie Iris Burgdorfer-Elles, Zürich.
- 1980: 19. September bis 18. Oktober, Galerie im Weissen Haus, Winterthur.
- 1988: Kunsthaus Zürich
- 1989: 12. Oktober bis 11. November, Galerie Verena Müller, Nachfolger K. Ruf und R. Linder, Bern.
- 1992: Februar/März, Kaserne Wallisellen.
- 1994: Galerie Emil Müller, im Maggiatal (TI).
- 1994: 22. September bis 12. November, Ausstellung Symmetriekompositionen, in der Galerie Pavillon Werd, Zürich.
- 1998: 12. bis 15. März, als ältester Teilnehmer mit eigenem Stand, anlässlich des Swiss Artists Forum, in der BEA Expo, Bern
- 2001: Fondation Saner, Studen.
- 2002: November, anlässlich der 15-Jahr-Feier von Art Collection bei Chocolats Camille Bloch SA, Courtelary.
- 2002: Ein letztes Mal persönlich vor seinem Tod, in der Fondation Saner in Studen.

postum
- 2010: März, Gedenkausstellung anlässlich des 7. Todestages, «Vom Stillleben zum konkreten Farbfeld», Galerie Pendo Zürich.
- 2012: 13. Mai bis 15. Juli, in den Kunsträumen Oxyd in Winterthur. Unter dem Motto «Vom Essen und Trinken – vom Fressen und Saufen» wurden, zusammen mit Werken von neun damals aktiven Künstlern, auch 15 Stillleben von Rudolf Hurni gezeigt.